# Beszélj hozzá
A Beszélj hozzá (eredeti cím: Hable con ella) Pedro Almodóvar 2002-ben bemutatott filmdrámája, Javier Cámara, Darío Grandinetti, Leonor Watling, Geraldine Chaplin és Rosario Flores főszereplésével.

## Cselekmény
|  | Alább a cselekmény részletei következnek! |

Benigno (szó szerinti fordításban: ártatlan, ártalmatlan spanyolul) és Marco először egy tánc performance-on találkoznak, majd a filmen végigkövetve élettörténetük egy részét, egy magánklinikán találkoznak újra, ahol Benigno Alicia, egy kómában heverő gyönyörű táncosnövendéknő személyes ápolója, akit Benigno teljes értékű személynek gondol és ekként kezeli. Marco utazó-író, útikönyvekkel foglalkozik, és a klinikán Lydia nevű matador barátnőjét keresi fel, aki, miután egy bika felöklelte, szintén kómában fekszik. Ahogy a két férfi virraszt a nők ágyainál, és lassan barátság alakul ki közöttük, a film visszapillantásokat mesél el négyük életéről, előtérbe helyezve az emberi kapcsolataikat. Marco akkor hagyja el a klinikát, amikor kiderül, hogy Lydia  balesete előtt kibékült volt barátjával, egy másik matadorral.
Marco Jordániába megy, hogy egy útikönyvet írjon, és ott olvassa egy újságban, hogy Lydia meghalt. Eközben Benignót meggyanúsítják, hogy megerőszakolta Aliciát, akinek már megszállottja volt a baleset előtt is, és feleségül akarja venni a kómában fekvő nőt. Nem derül ki egyértelműen, hogy Benigno bűnös volt-e, de minden valószínűség szerint igen, erre utal az is, hogy Aliciának egy olyan stílusú régi film egyik jelenetéről mesél az eset előtt (szerető), amiről arra lehet következtetni, hogy ezt tette, hogy sosem mondja magáról, hogy ártatlan, és gyakorlatilag lehetetlen, hogy akárki mást szerelme mellé engedett volna. Benignót börtönbe zárják, ahol az egyetlen látogatója barátja, a Jordániából hazatérő Marco, aki próbálja tartani benne a lelket, de az orvos kívánságára nem mondja el Benignónak, hogy Alicia felébredt, ám ez kevésnek bizonyul, és Benigno gyógyszereket szed be, hogy így egyesülhessen Aliciával, Marcótól pedig azt kéri, majd beszéljen hozzá, ahogy ő beszélt minden nap Aliciához. Alicia gyermeke halva születik, de ő minden bizonnyal lassan fel fog épülni. A film végén Marco egy tánc performance-on Alicia előtt ül két sorral, és egymásra mosolyognak, és az Almodóvarra jellemző módszer szerint megjelenik egy felirat: Marco y Alicia…
Alicia táncoktatójának a darabja, a Lövészárkok a film történéseinek tükreként is felfogható. A darabban, amikor egy katona meghal, egy balerina emelkedik ki a testből. A filmben, amikor Benigno meghal, Alicia (maga is balerina) újjáéled, és felemelkedik.

## Szereposztás
| Szerep                    | Színész               | Szinkronhang    |
| ------------------------- | --------------------- | --------------- |
| Benigno Martín            | Javier Cámara         | Kerekes József  |
| Marco Zuluaga             | Darío Grandinetti     | Kőszegi Ákos    |
| Alicia                    | Leonor Watling        | Erdős Borcsa    |
| Lydia González            | Rosario Flores        | Schell Judit    |
| Rosa                      | Mariola Fuentes       | Román Judit     |
| Katerina Bilova           | Geraldine Chaplin     | Vándor Éva      |
| Orvos                     | Roberto Álvarez       | Imre István     |
| Matilde                   | Lola Dueñas           | Keönch Anna     |
| Valenciai Niño            | Adolfo Fernández      | Tarján Péter    |
| Alicia apja               | Helio Pedregal        | Kristóf Tibor   |
| Valenciai Niño menedzsere | José Sancho           | Csuha Lajos     |
| Kórházigazgató            | Joserra Cadiñanos     | Szalai Imre     |
| Pap                       | Agustín Almodóvar     | Kajtár Róbert   |
| Lydia nővérének férje     | Carlos García Cambero | Juhász György   |
| Ügyvéd                    | Michel Ruben          | Juhász György   |
| Lydia nővére              | Ana Fernández         | Árkosi Kati     |
| Házmesternő               | Chus Lampreave        | Erdélyi Mari    |
| Főnővér                   | Carmen Machi          | Némedi Mari     |
| Ángela                    | Elena Anaya           | Szőlőskei Tímea |
| TV-bemondónő              | Loles León            | Simon Eszter    |

## Díjak
- Oscar-díj (2003)
  - legjobb eredeti forgatókönyv (Pedro Almodóvar)
- Argentin Film Kritikusok Szövetsége
  - díj: Ezüst Kondorkeselyű (legjobb külföldi film)
- BAFTA-díj (2003)
  - legjobb nem angol nyelvű film
  - legjobb eredeti forgatókönyv (Pedro Almodóvar)
- Bangkok Nemzetközi Filmfesztivál (2003)
  - díj: Arany Kinnaree-díj  (legjobb film)
  - díj: Arany Kinnaree-díj  (legjobb rendező) (Pedro Almodóvar)
- Bodil-díj (2003)
  - díj: legjobb nem amerikai Film
- Bogey-díj (2002)
  - díj: Bogey-díj
- Cinema Brazil Grand Prize (2003)
  - díj: Legjobb idegen nyelvű film
- Cinema Writers Circle Awards (Spanyolország) (2003)
  - díj: Legjobb Eredeti Zene (Alberto Iglesias)
- Czech Lions (2003)
  - díj: legjobb idegen nyelvű film
- César-díj (2003)
  - díj: Legjobb európai uniós film
- Európai Filmdíj (2002)
  - díj: Legjobb európai film
  - díj: legjobb Rendező (Pedro Almodóvar)
  - díj: legjobb Forgatókönyvíró (Pedro Almodóvar)
- Golden Globe-díj (2003)
  - díj: legjobb idegen nyelvű film
- Goya Díj (2003)
  - díj: legjobb eredeti zene (Alberto Iglesias)
- Los Angeles Film Kritikusok Szövetsége (2002)
  - díj: Legjobb Rendező (Pedro Almodóvar)
- Mexican Cinema Journalists (2003)
  - díj: Ezüst Királynő (legjobb külföldi film)
- National Board of Review (2002)
  - díj: legjobb idegen nyelvű film
- Russian Guild of Film Critics (2002)
  - díj: Golden Aries (legjobb külföldi film)
- Satellite-díj (2003)
  - díj: Best Motion Picture – Foreign Language, Best Original Screenplay (Pedro Almodóvar)
- Szófia Nemzetközi Film Fesztivál (2003)
  - díj: Közönségdíj – Legjobb film
- Spanyol Színészek Uniója (2003)
  - díj: előadás egy kisebb szerepben – Nő (Mariola Fuentes)
- TIME Magazin (2003)
  - díj: Legjobb film
- Uruguay-i Film Kritikusok Szövetség (2002)
  - díj: legjobb film (döntetlen)
- Vancouveri Film Kritikusok Köre (2003)
  - díj: legjobb film
- San Diego Film Critics Society Awards (2002)
  - díj: legjobb idegen nyelvű film